# Палис, Стэн
Стэнли Фрэнсис Палис (англ. Stanley Francis Palys; 1 мая 1930, Блейкли, Пенсильвания — 8 февраля 2021, Джупитер, Флорида) — американский бейсболист, аутфилдер. Выступал в Главной лиге бейсбола с 1953 по 1956 год, играл в Японской лиге.

## Биография
Стэнли Палис родился 1 мая 1930 года в Блейкли, небольшом шахтёрском городе в Пенсильвании. Его отец эмигрировал в США из Польши. Самым популярным видом спорта в городе был американский футбол, но глава семьи выступал против игры, поэтому Палис в школе сконцентрировался на бейсболе. После выпуска он подписал контракт с клубом «Филадельфия Филлис» и начал карьеру в команде D-лиги «Карбондейл Пионирс».
В основной состав «Филлис» он впервые попал в сентябре 1953 года, сыграв в двух матчах чемпионата. Зимой Палис хорошо выступил в Пуэрто-риканской лиге. Газета The Sporting News в межсезонье писала о нём как о претенденте на место основного правого аутфилдера Филадельфии. Однако, после предсезонных сборов его отправили в фарм-команды и почти весь сезон он провёл, играя за «Скенектади Блю Джейс» и «Сиракьюз Чифс». Осенью 1954 года Палис снова сыграл два матча за «Филлис». Весной следующего года он получил место в стартовом составе благодаря травмам Ричи Эшберна и Дела Энниса, но уже 30 апреля 1955 года был обменян в «Цинциннати».
В новой команде Палис начал играть в роли пинч-хиттера, а затем вытеснил с места левого аутфилдера Боба Турмана. До конца сезона он провёл за «Редлегс» 79 матчей, отбивая с показателем 23,0 %. В 1956 году место в составе получил новичок Фрэнк Робинсон. Палис вернулся к роли пинч-хиттера, сыграв в 40 матчах чемпионата. В сентябре 1956 года он сыграл свой последний матч в Главной лиге бейсбола.
В последующие восемь сезонов Палис играл за различные команды младших лиг. В 1957 году он установил рекорд Южной ассоциации, выбивая хоум-раны в пяти матчах подряд. В 1960 году в составе «Бирмингем Бэронс» был признан самым ценным игроком Американской ассоциации. В сезоне 1962 года, выступая за «Гавайи Айлендерс», Палис установил клубный рекорд, выбив 33 хоум-рана. В том же году его признали самым ценным игроком Лиги Тихоокеанского побережья и лучшим аутфилдером AAA-лиги.
В феврале 1964 года Палис стал первым американским бейсболистом, контракт которого был выкуплен японским клубом. Он заключил соглашение с командой «Токио Орионс». В Японии он провёл три сезона, в каждом из которых входил в число лидеров команды по количеству выбитых хоум-ранов и набранных RBI. В конце 1967 года он объявил о завершении карьеры.
Вернувшись в Пенсильванию, Палис получил образование в сфере бизнеса в Скрантонском университете. Позднее он работал бухгалтером в одной из местных организаций, занимавшейся вопросами образования умственно отсталых детей.
Палис был женат с 1959 по 1978 год, вырастил пятерых сыновей. С 2013 года он постоянно проживал в Джупитере в штате Флорида. Стэн Палис скончался 8 февраля 2021 года в возрасте 90 лет.